# 37. vojaško teritorialno poveljstvo Slovenske vojske
37. vojaško teritorialno poveljstvo SV (kratica 37. VTP) je nekdanje poveljstvo Slovenske vojske.

## Zgodovina
Poveljstvo je prenehalo obstajati 10. decembra 2009; takrat so prapor poveljstva predali Poveljstvu za podporo Slovenske vojske.

## Poveljstvo
Poveljniki
- podpolkovnik Miran Fišer (2005)